# Dixon (Nebraska)
Dixon – wieś w Stanach Zjednoczonych, w stanie Nebraska, w hrabstwie Dixon.